# Dragomirești (Maramureș)
Dragomirești (en hongarès: Dragomérfalva; ídix: דראגאמירעשט) és una ciutat del comtat de Maramureș, Maramureș, Romania. Va ser declarada ciutat el 2004.
Entre els primers jueus que es van establir a Dragomirești hi va haver R. Shemuel Stern de la dinastia hassida kosovar, el 1780. El van seguir altres Hasidim de Galícia que treballaven a les seves fàbriques de fusta. El 1920, hi havia 756 jueus, que representaven el 28% de la població. Després que el Segon Arbitratge de Viena de 1940 va concedir la Transsilvània del Nord a Hongria, els jueus locals de 20 a 40 anys van ser inclosos en batallons de treball a Ucraïna. El 15 d'abril de 1944, 2000 jueus, inclosos de pobles propers, van ser guetitzats. Un mes després, se’ls va fer anar a l'estació de ferrocarril de Vișeu de Sus: homes de 12 a 60 anys a peu; dones, nens i homes grans en vagons. Des de Vișeu, els trens els portaven al camp de concentració d'Auschwitz.

## Demografia
Segons el cens del 2011, el 99,5% de la població era romanès d’ètnia i el 0,4% romaní. 94,8% eren ortodoxos romanesos i el 4,9% grec-catòlics.